# Miltochrista scripta
Miltochrista scripta là một loài bướm đêm thuộc phân họ Arctiinae, họ Erebidae.